# RCD Mallorca
Real Club Deportivo Mallorca, S.A.D. je španski nogometni klub iz mesta Palma de Mallorca na Majorki v Balearskih otokih. Ustanovljen je bil 5. marca 1916 in aktualno igra v La Ligi.
Vidnejši uspehi Mallorce sta 2 naslova druge španske lige (1959/60, 1964/65), 1 naslov prvaka (2002/03) in 2 naslova podprvaka (1990/91, 1997/98) španskega kraljevega pokala ter 1 naslov prvaka (1998) in 1 naslov podprvaka (2003) španskega superpokala. Najboljša uvrstitev v La Ligi pa sta dve tretji mesti in sicer iz sezon 1998/99 in 2000/01. Iz evropskih tekmovanj pa je vidnejši uspeh Mallorce naslov podprvaka Pokala pokalnih zmagovalcev iz leta 1999. 
Domači stadion Mallorce je Estadi de Son Moix, ki sprejme 23.142 gledalcev. Barvi dresov sta rdeča in črna. Nadimki nogometašev pa so Los Bermellones ("Vermiljoni"), Els Barralets in La Ensaimada Mecánica.